# Five Nations 1948
Die Ausgabe 1948 des jährlich ausgetragenen Rugby-Union-Turniers Five Nations (seit 2000 Six Nations) fand zwischen dem 1. Januar und dem 29. März statt. Turniersieger wurde Irland, das mit Siegen gegen alle anderen Teilnehmer zum ersten Mal den Grand Slam schaffte, mit Siegen gegen alle britischen Mannschaften auch die Triple Crown.

## Teilnehmer
| Land       | Stadion                            | Stadt             | Kapitän                                  |
| ---------- | ---------------------------------- | ----------------- | ---------------------------------------- |
| England    | Twickenham Stadium                 | London            | Tommy Kemp / Edward Scott / Bob Weighill |
| Frankreich | Stade Olympique Yves-du-Manoir     | Colombes          | Guy Basquet                              |
| Irland     | Lansdowne Road / Ravenhill Stadium | Dublin / Belfast  | Ernest Strathdee / Karl Mullen           |
| Schottland | Murrayfield Stadium                | Edinburgh         | Donny Innes                              |
| Wales      | Cardiff Arms Park / St Helen’s     | Cardiff / Swansea | Haydn Tanner                             |

## Tabelle
|    | Land       | Spiele | Siege | Unent. | Ndlg. | Spiel- punkte | Diff. | Tabellen- punkte |
| -- | ---------- | ------ | ----- | ------ | ----- | ------------- | ----- | ---------------- |
| 1. | Irland     | 4      | 4     | 0      | 0     | 36:19         | + 17  | 8                |
| 2. | Frankreich | 4      | 2     | 0      | 2     | 40:25         | + 15  | 4                |
| 2. | Schottland | 4      | 2     | 0      | 2     | 15:31         | − 16  | 4                |
| 4. | Wales      | 4      | 1     | 1      | 2     | 23:20         | + 3   | 3                |
| 5. | England    | 4      | 0     | 1      | 3     | 16:35         | − 19  | 1                |

## Ergebnisse
| 1. Januar 1948 | Frankreich             | 6 : 13         | Irland                                                | Stade Olympique Yves-du-Manoir, Colombes Zuschauer: 25.000 Schiedsrichter: Thomas Pearce (England) |
| 1. Januar 1948 | Versuche: Basquet Soro | (0:10) Bericht | Versuche: McCarthy Mullan Reid Erhöhungen: Mullan (2) | Stade Olympique Yves-du-Manoir, Colombes Zuschauer: 25.000 Schiedsrichter: Thomas Pearce (England) |

| 17. Januar 1948 | England          | 3 : 3         | Wales           | Twickenham Stadium, London Zuschauer: 73.000 Schiedsrichter: R. A. Beattie (Schottland) |
| 17. Januar 1948 | Versuche: Newman | (3:0) Bericht | Versuche: Jones | Twickenham Stadium, London Zuschauer: 73.000 Schiedsrichter: R. A. Beattie (Schottland) |

| 24. Januar 1948 | Schottland                                 | 9 : 8         | Frankreich                                                 | Murrayfield Stadium, Edinburgh Zuschauer: 45.000 Schiedsrichter: Alan Bean (England) |
| 24. Januar 1948 | Versuche: Jackson Straftritte: Murdoch (2) | (3:8) Bericht | Versuche: Lacaussade Erhöhungen: Alvarez Straftritte: Prat | Murrayfield Stadium, Edinburgh Zuschauer: 45.000 Schiedsrichter: Alan Bean (England) |

| 7. Februar 1948 | Wales                                                                         | 14 : 0  | Schottland | Cardiff Arms Park, Cardiff Schiedsrichter: Thomas Pearce (England) |
| 7. Februar 1948 | Versuche: Jones Matthews B. Williams Erhöhungen: Tamplin Straftritte: Tamplin | Bericht |            | Cardiff Arms Park, Cardiff Schiedsrichter: Thomas Pearce (England) |

| 14. Februar 1948 | England                                  | 10 : 11       | Irland                                        | Twickenham Stadium, London Schiedsrichter: Trevor Jones (Wales) |
| 14. Februar 1948 | Versuche: Guest (2) Erhöhungen: Uren (2) | (5:5) Bericht | Versuche: Kyle McKay McKee Erhöhungen: Mullan | Twickenham Stadium, London Schiedsrichter: Trevor Jones (Wales) |

| 21. Februar 1948 | Wales                    | 3 : 11        | Frankreich                                              | St Helen’s, Swansea Zuschauer: 38.000 Schiedsrichter: Alan Bean (England) |
| 21. Februar 1948 | Straftritte: O. Williams | (0:5) Bericht | Versuche: Basquet Pomathios Terreau Erhöhungen: Alvarez | St Helen’s, Swansea Zuschauer: 38.000 Schiedsrichter: Alan Bean (England) |

| 28. Februar 1948 | Irland                | 6 : 0   | Schottland | Lansdowne Road, Dublin Schiedsrichter: Cyril Gadney (England) |
| 28. Februar 1948 | Versuche: Kyle Mullan | Bericht |            | Lansdowne Road, Dublin Schiedsrichter: Cyril Gadney (England) |

| 13. März 1948 | Irland                | 6 : 3         | Wales                 | Ravenhill Stadium, Belfast Zuschauer: 32.000 Schiedsrichter: Malcolm Allan (Schottland) |
| 13. März 1948 | Versuche: Daly Mullan | (3:3) Bericht | Versuche: B. Williams | Ravenhill Stadium, Belfast Zuschauer: 32.000 Schiedsrichter: Malcolm Allan (Schottland) |

| 20. März 1948 | Schottland               | 6 : 3         | England           | Murrayfield Stadium, Edinburgh Zuschauer: 70.000 Schiedsrichter: Hamilton Lambert (Irland) |
| 20. März 1948 | Versuche: Drummond Young | (0:3) Bericht | Straftritte: Uren | Murrayfield Stadium, Edinburgh Zuschauer: 70.000 Schiedsrichter: Hamilton Lambert (Irland) |

| 29. März 1948 | Frankreich                                                                | 15 : 0        | England | Stade Olympique Yves-du-Manoir, Colombes Zuschauer: 38.000 Schiedsrichter: Trevor Jones (Wales) |
| 29. März 1948 | Versuche: Pomathios Prat Soro Erhöhungen: Alvarez Straftritte: Bergougnan | (3:0) Bericht |         | Stade Olympique Yves-du-Manoir, Colombes Zuschauer: 38.000 Schiedsrichter: Trevor Jones (Wales) |